# Sebrango
Sebrango es una localidad del municipio de Camaleño (Cantabria, España). En el año 2023 tenía 1 habitante (INE). La localidad está ubicada a 460 metros de altitud sobre el nivel del mar, y a cuatro kilómetros de la capital municipal, Camaleño. Tiene una ermita humilde del siglo X que está probablemente dedicada a San Acisclo.
El 17 de junio de 2013 los habitantes de Sebrango, junto a los de Los Llanos, fueron desalojados como medida de precaución a consecuencia del avance de un argayo que amenaza con sepultar ambos pueblos, y que ya ha causado daños materiales en Sebrango. Dicho argayo comenzó en el año 2005.